# Бошавія

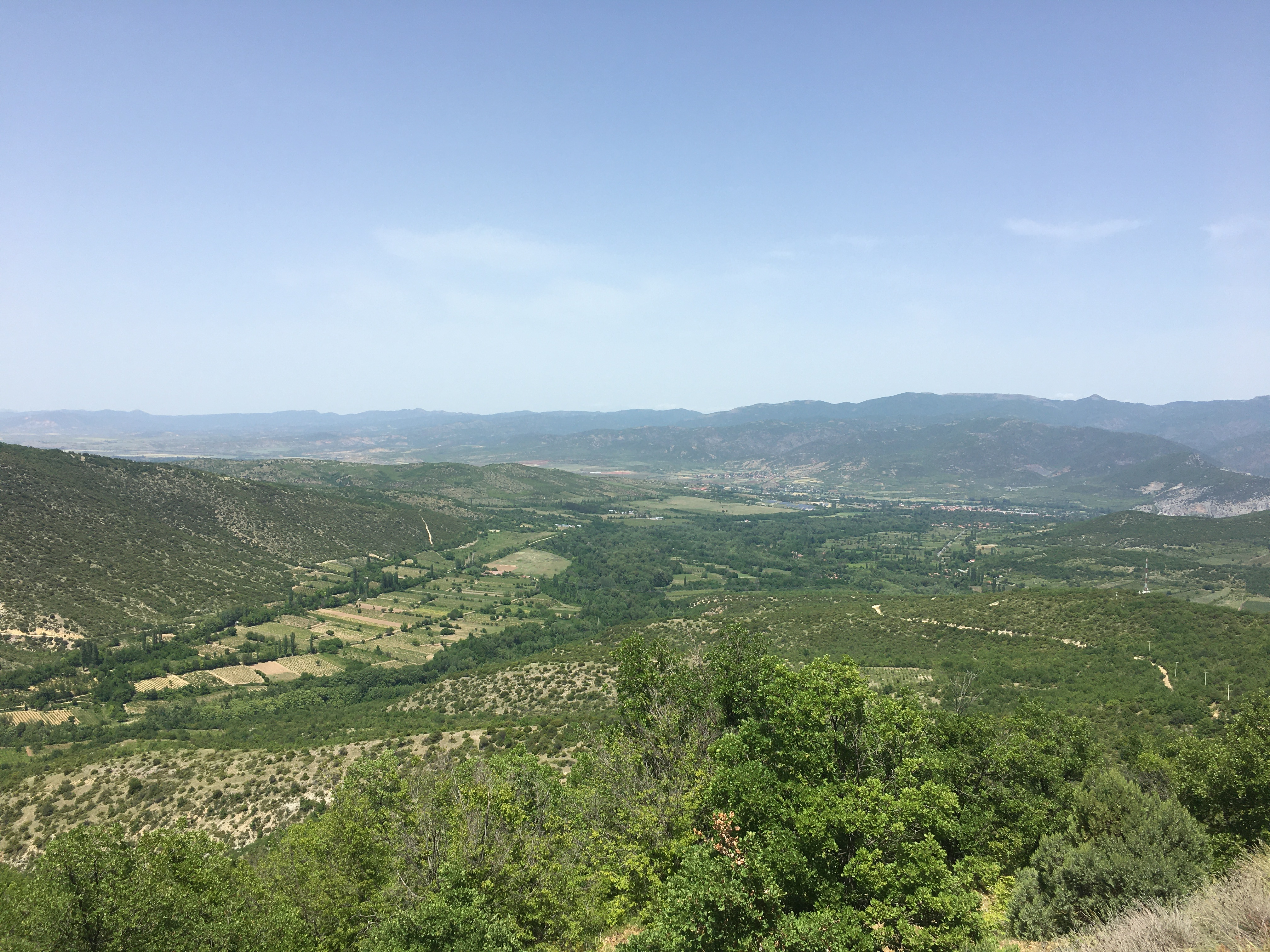
Вид на місцевість в общині Демир-Капія

Бошавія (мак. Бошавија) — історико-географічна область у південній частині Республіки Північна Македонія. Район охоплює села біля підніжжя гори Кожуф, вздовж річки Бошава.